# Солтание джамия
Храмът Солтание е една от най-известните забележителности на провинция Занджан.
Солтание е мавзолей на осмия илхан Олджейту Мохамад Ходабанде. Намира се в едноименния град. Изграждането му започва през 1302 г. и завършва през 1312 г. Той е един от паметниците на персийската архитектура, включени в Списък на световното културно и природно наследство на ЮНЕСКО.
Структурата е много изящна джамия, която е добре позната по света от гледна точка на архитектурата, интериорния дизайн и пространството. Разположен в провинция Занджан, Солтание е изключителен пример за постиженията на персийската архитектура и ключов паметник в развитието на неговата ислямска архитектура.
Постройката има най-старият двоен купол в Иран. Осмоъгълната сграда е украсена с 50-метров купол, покрит с тюркоазено-син фаянс и заобиколен от осем тънки минарета, с височина около 120 метра. Вътрешната украса на мавзолея също е изключителна. Вътрешният покрив на стаите е декориран с цветни тухли и гипсова шпакловка. По страните на тавана са изписани ръкописни стихове от Корана.
Голяма част от външната му декорация е изгубена, но интериорът запазва великолепни мозайки, фаянс и стенописи.
Храмът се намира на 30 км източно от Занджан, в бастиона на стария град на Солтание. Храмът Солтание е символ на ислямската архитектура и изкуство в иранската история.